# Bernt Evensen
Bernt Sverre Evensen, född 18 april 1905 i Oslo, död 24 augusti 1979 i Oslo, var en norsk skridskoåkare.
Evensen blev olympisk guldmedaljör på 500 meter vid vinterspelen 1928 i Sankt Moritz.